# 简·布莱克本
简·布莱克本（英語：Jane Blackburn，？—），英国女子射箭、草地滚球、游泳、乒乓球、田径运动员。她曾代表英国参加1972年、1976年、1980年、1984年和1992年夏季残疾人奥林匹克运动会，获得五枚金牌、四枚银牌和二枚铜牌。